# Almundsryds kyrka
 Almundsryds kyrka är en kyrkobyggnad i Växjö stift. Den är församlingskyrka i Almundsryds församling och ligger i Ryd, Tingsryds kommun.

## Kyrkobyggnaden
Vid en biskopsvisitation 1794 i Urshults och Almundsryds församlingar förrättad av biskop Olof Wallqvist aktualiserades byggandet av nya kyrkor. Ritningarna gjordes 1802 vid Överintendentsämbetet och var avsedda för nya kyrkobyggnader i såväl Almundsryd som Urshult. Den nya kyrkan uppfördes 1828-31 norr om den gamla medeltida träkyrkan. Som byggmästare anlitades murarmästare Sven Sjöblom från Karlshamn.
Kyrkan invigdes 1832 av kontraktsprosten Samuel Elmgren. Byggnaden är uppförd av gråsten och tegel i nyklassicistisk stil och består av ett avlångt långhus med halvrunt korparti i öster och torn beläget i väster samt sakristia vid norra sidan. Tornets slutna lanternin är försedd med tornur och krönt av en korsglob.

Interiören domineras av målningarna på korväggen. De ursprungliga målningarna är utförda 1831 av Carl Strömberg från Karlshamn. 1963 utfördes en freskomålning: "Kristi tillkommelse" av David Ralson.

## Inventarier
- Dopfunt i trä.
- Fristående altare.
- Altarpredikstol från 1860.
- Äldre altarpredikstol.(Används som ambo).
- Klocka ovanför sakristiingången.
- Bänkinredningen är till stor del bibehållen.
- Orgelläktare med utsvängt mittstycke försett med en förgylld lyra.

## Bildgalleri

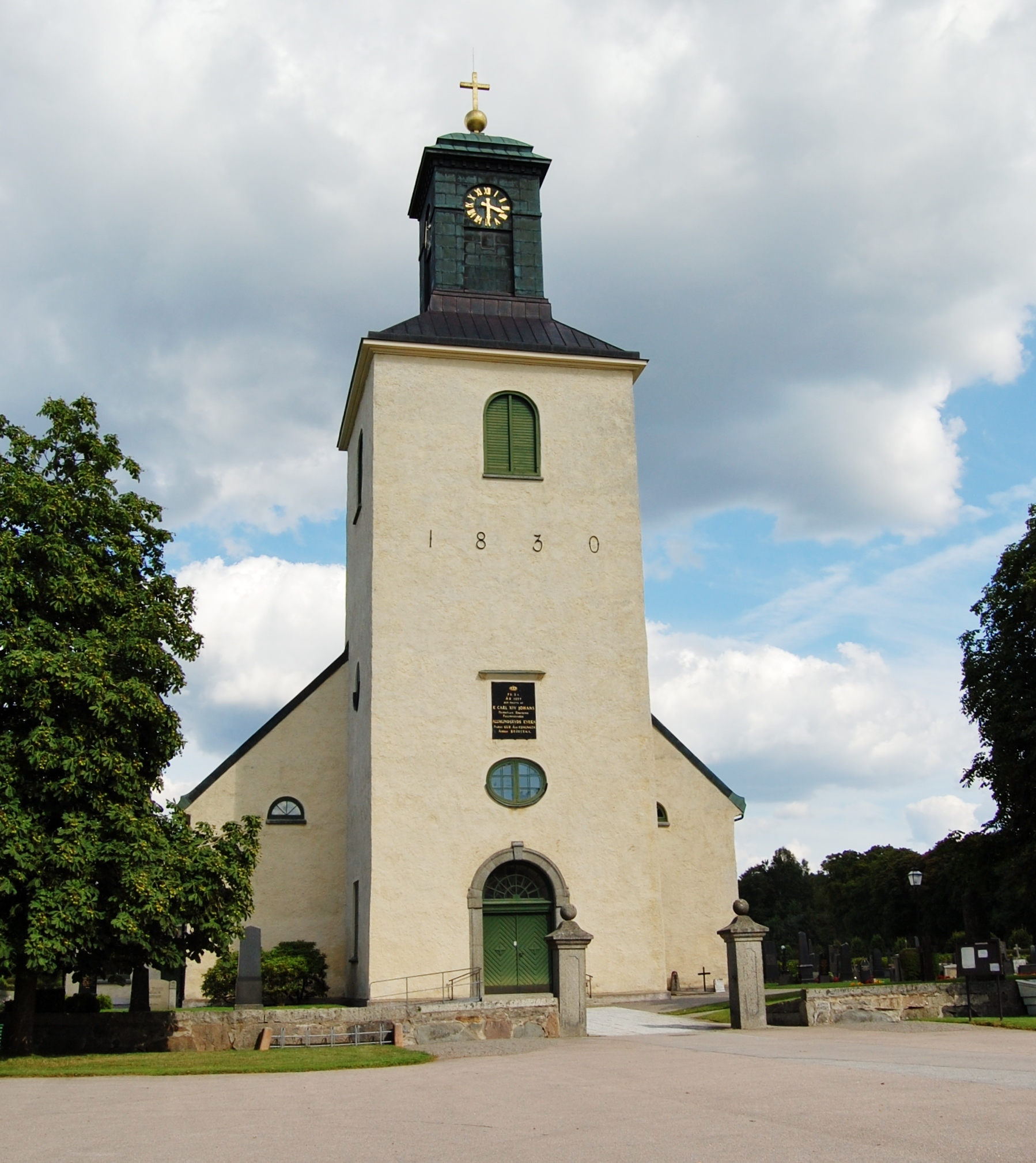
Kyrkan från väster.
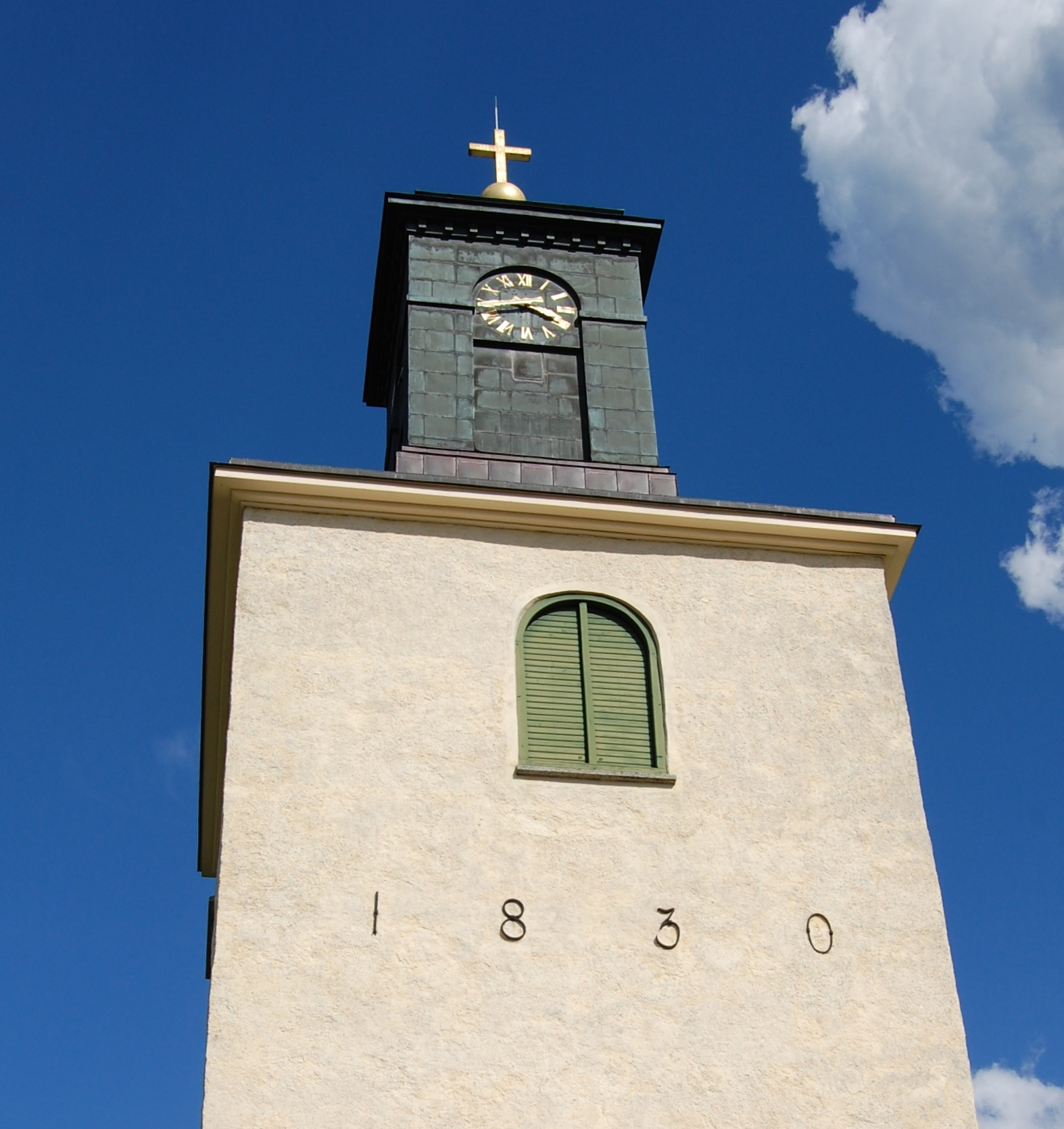
Kyrktornet med lanternin och tornur.
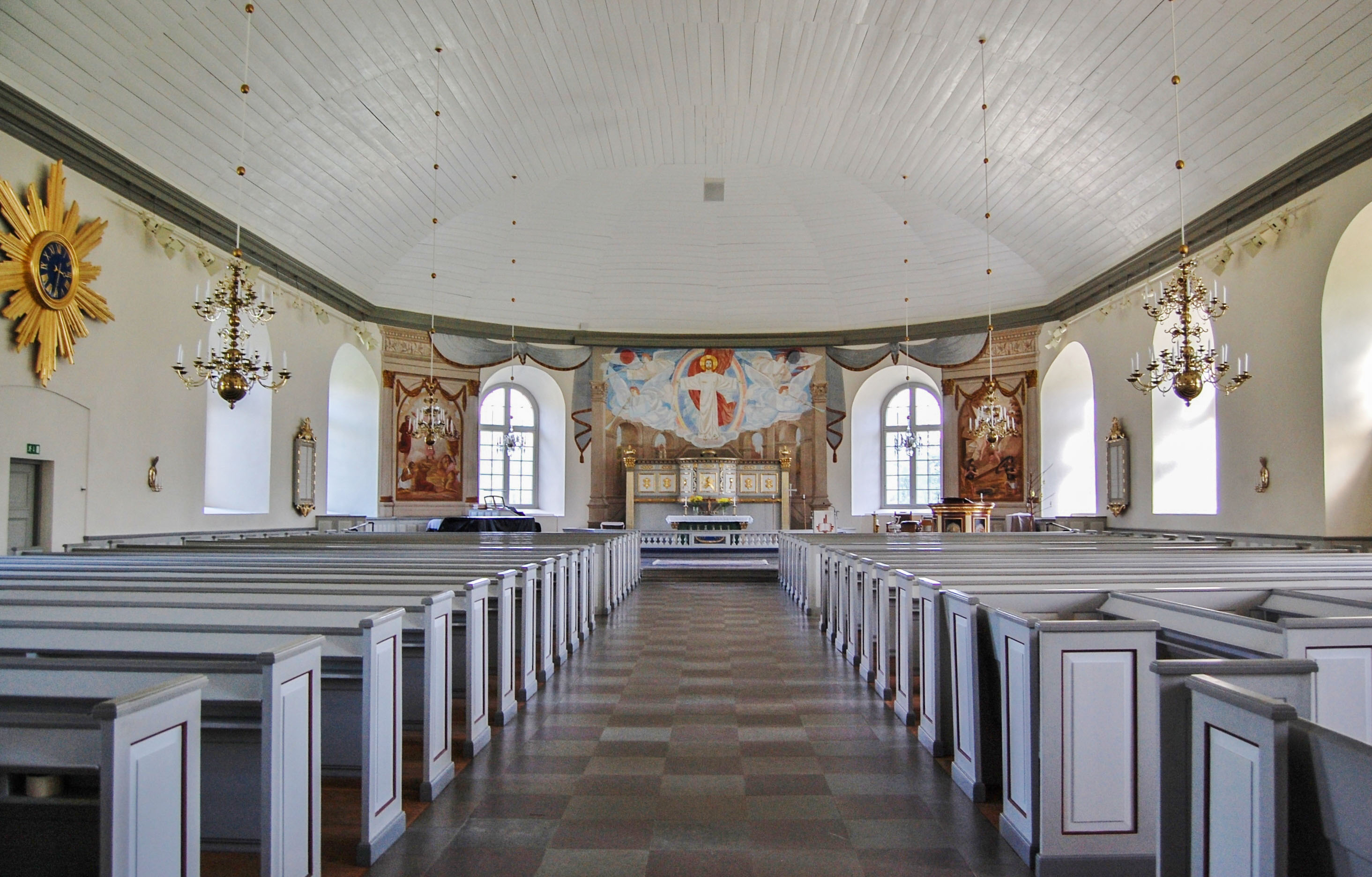
Interiör mot öster.
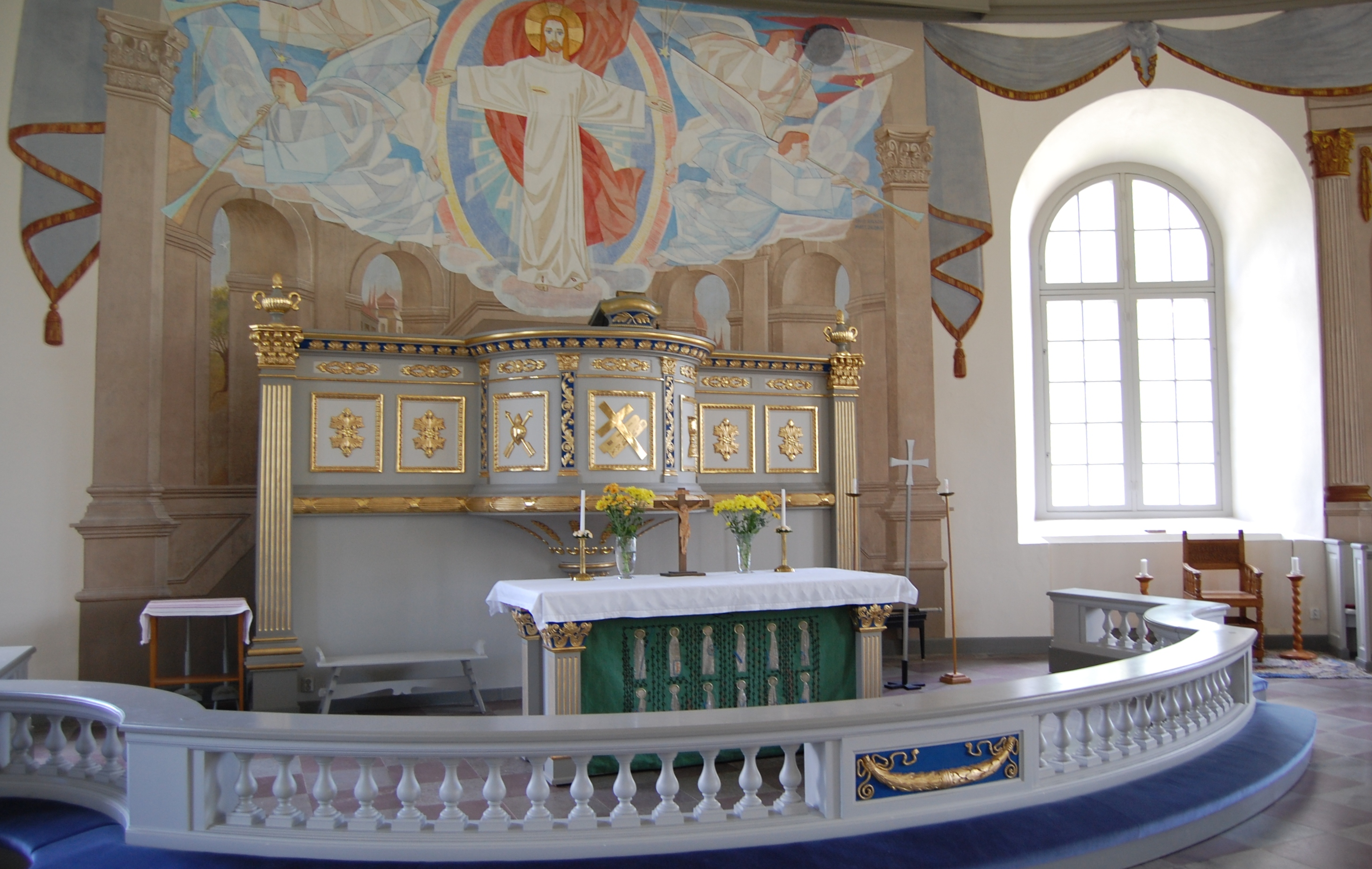
Koret.
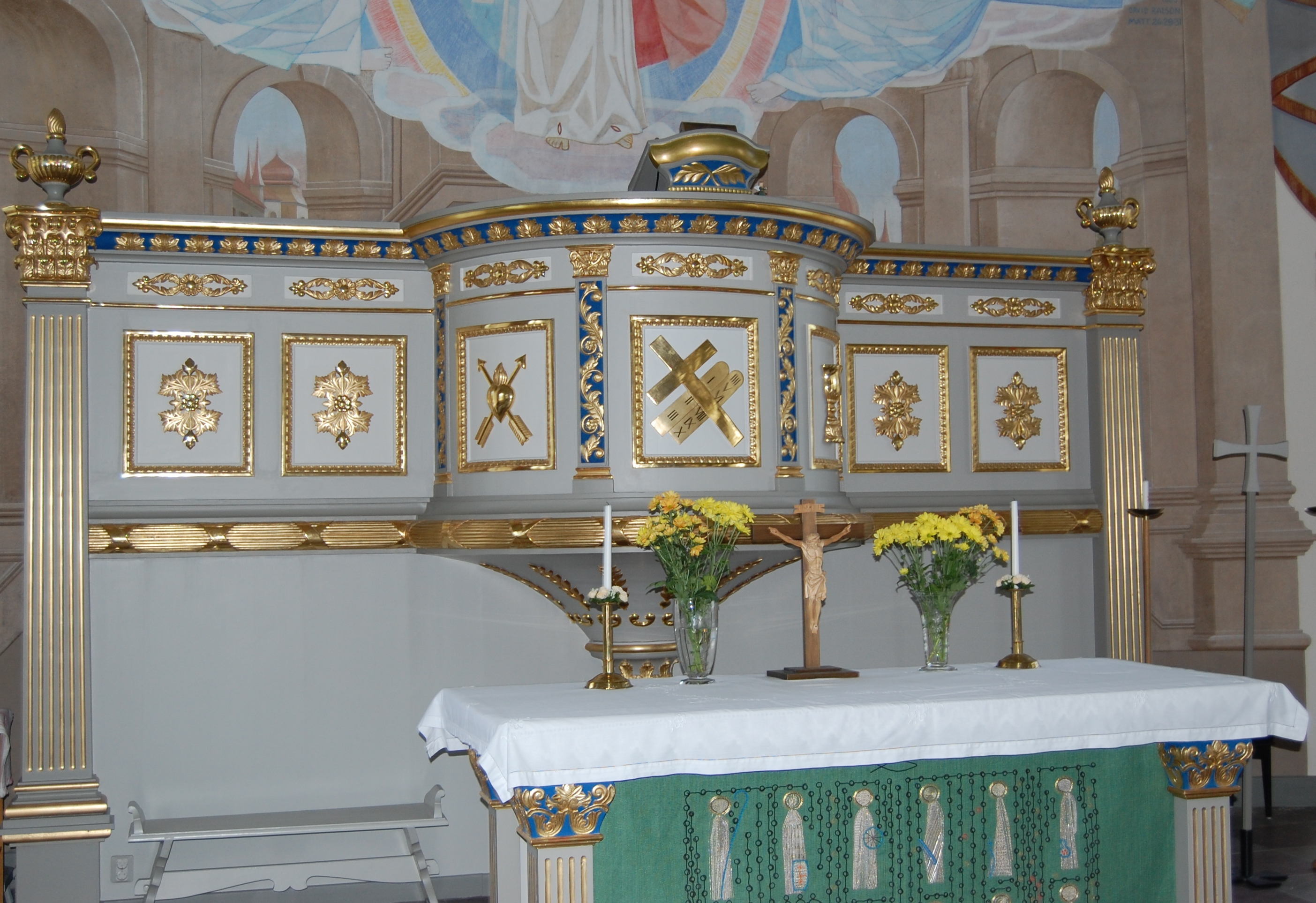
Altaret och den senare altarpredikstolen från 1860.
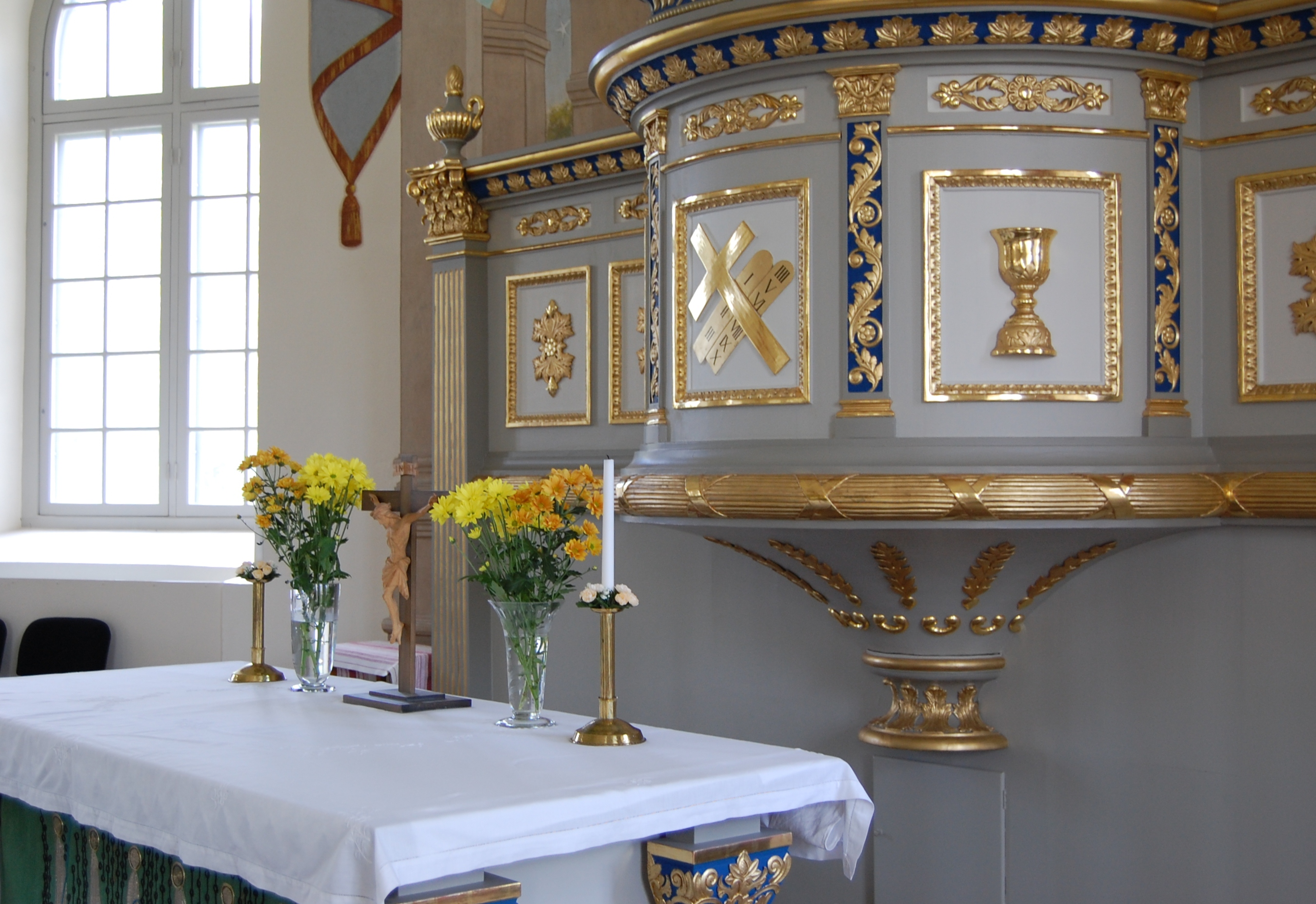
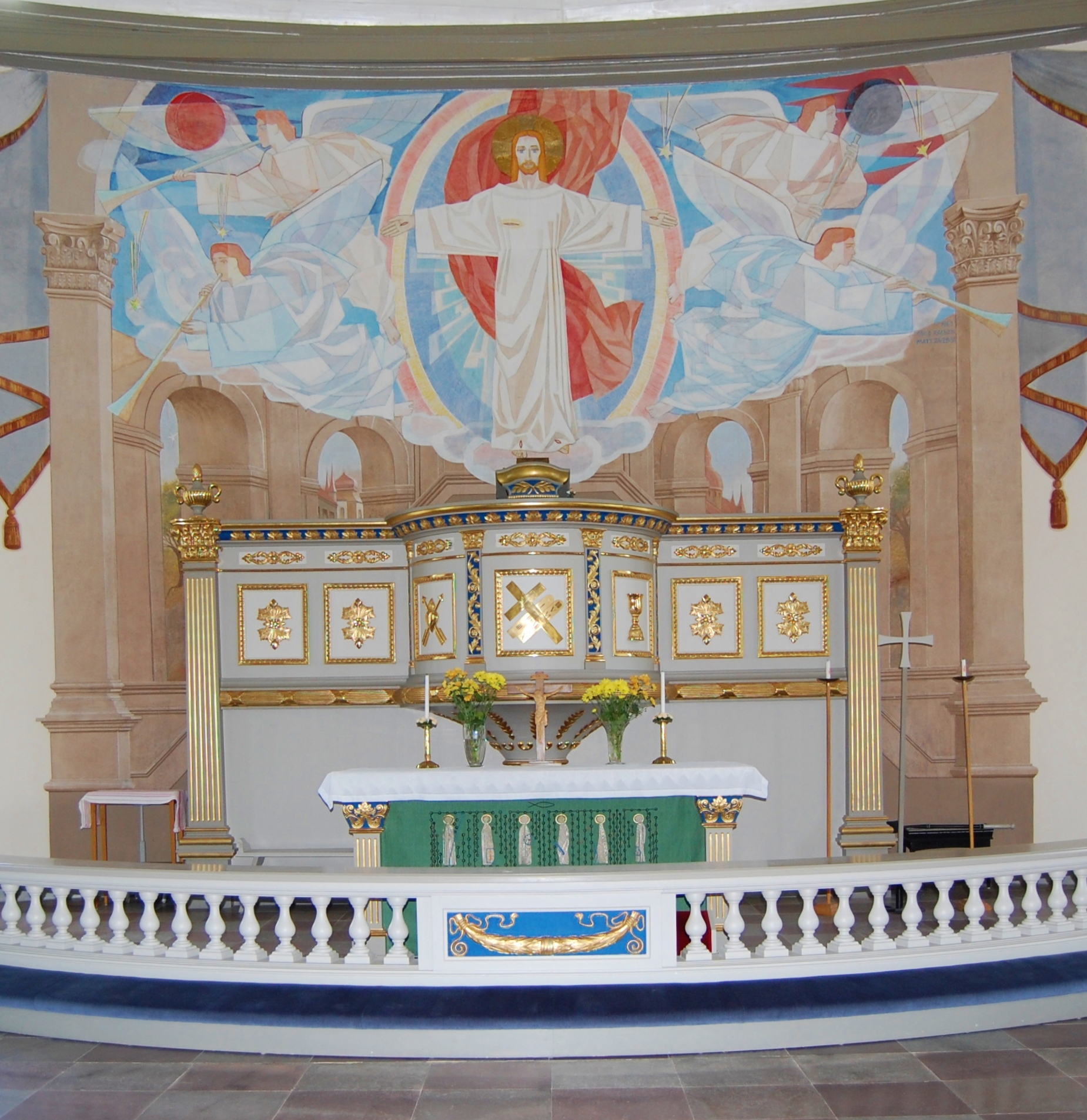
David Ralsons fresk: Kristi tillkommelse.
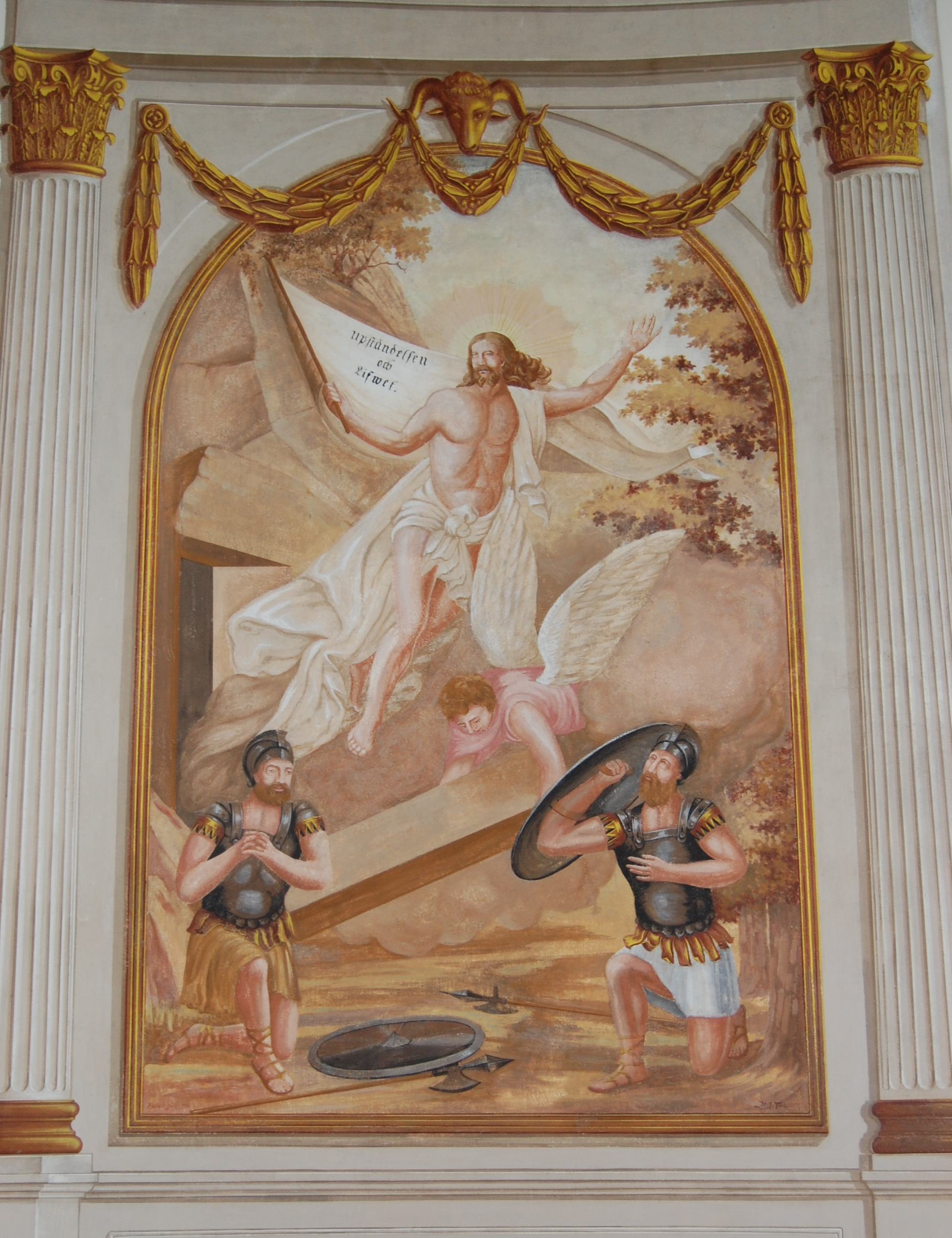
Carl Strömbergs målning på södra korväggen.
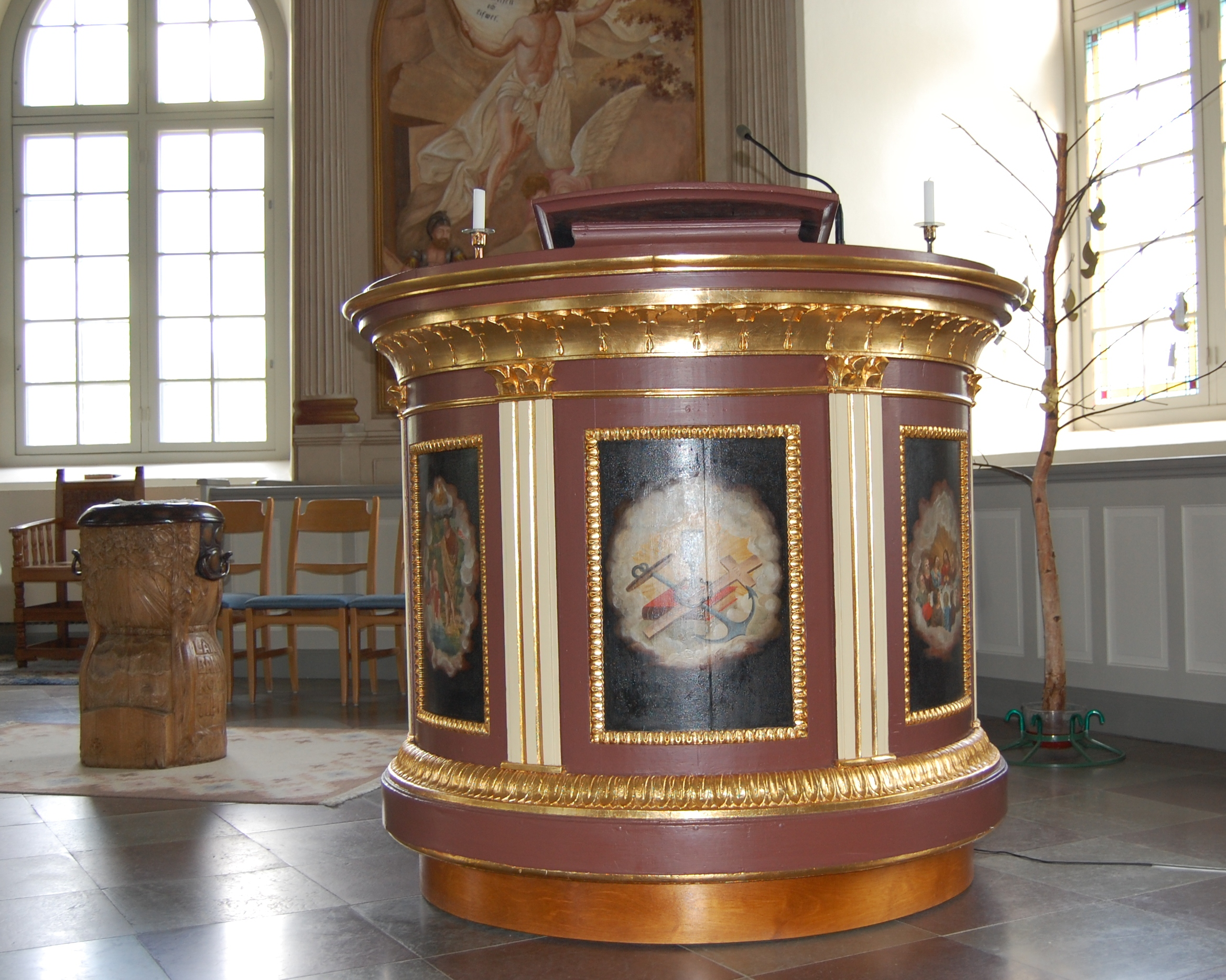
Den äldre altarpredikstolen (Numera fungerande som ambo).
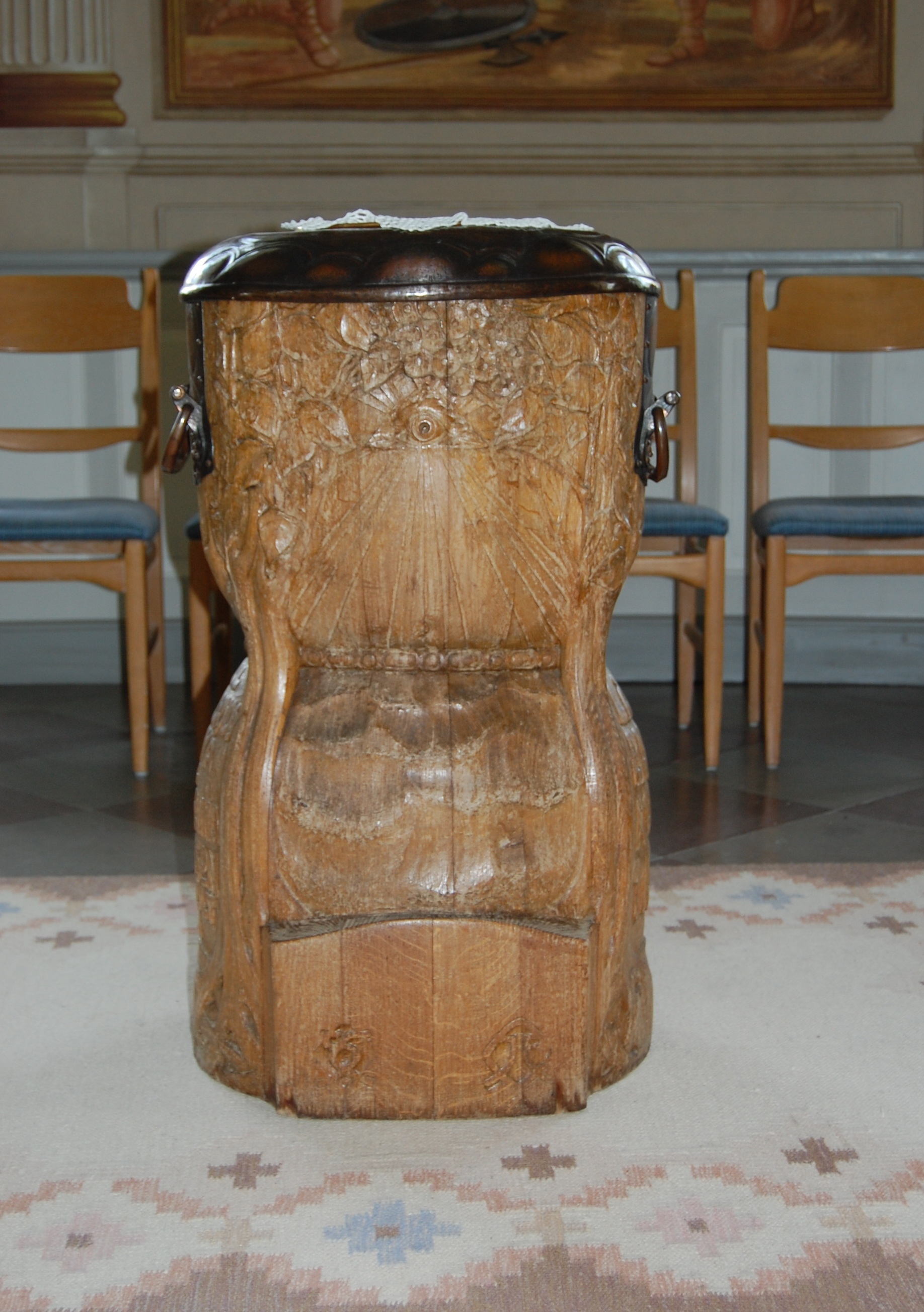
Dopfunt i trä.
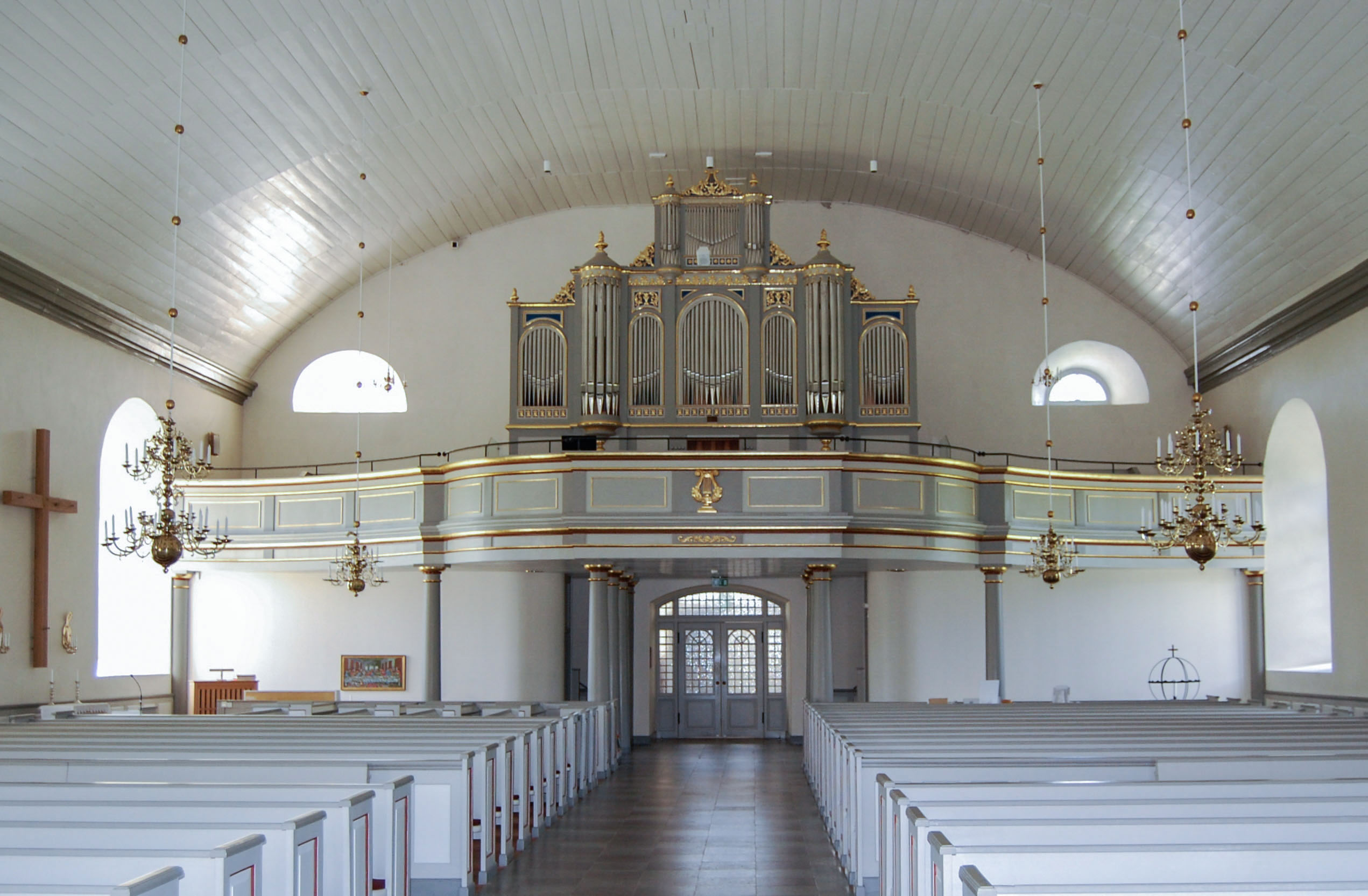
Kyrkorummet mot väster med orgelläktaren.

## Orgeln

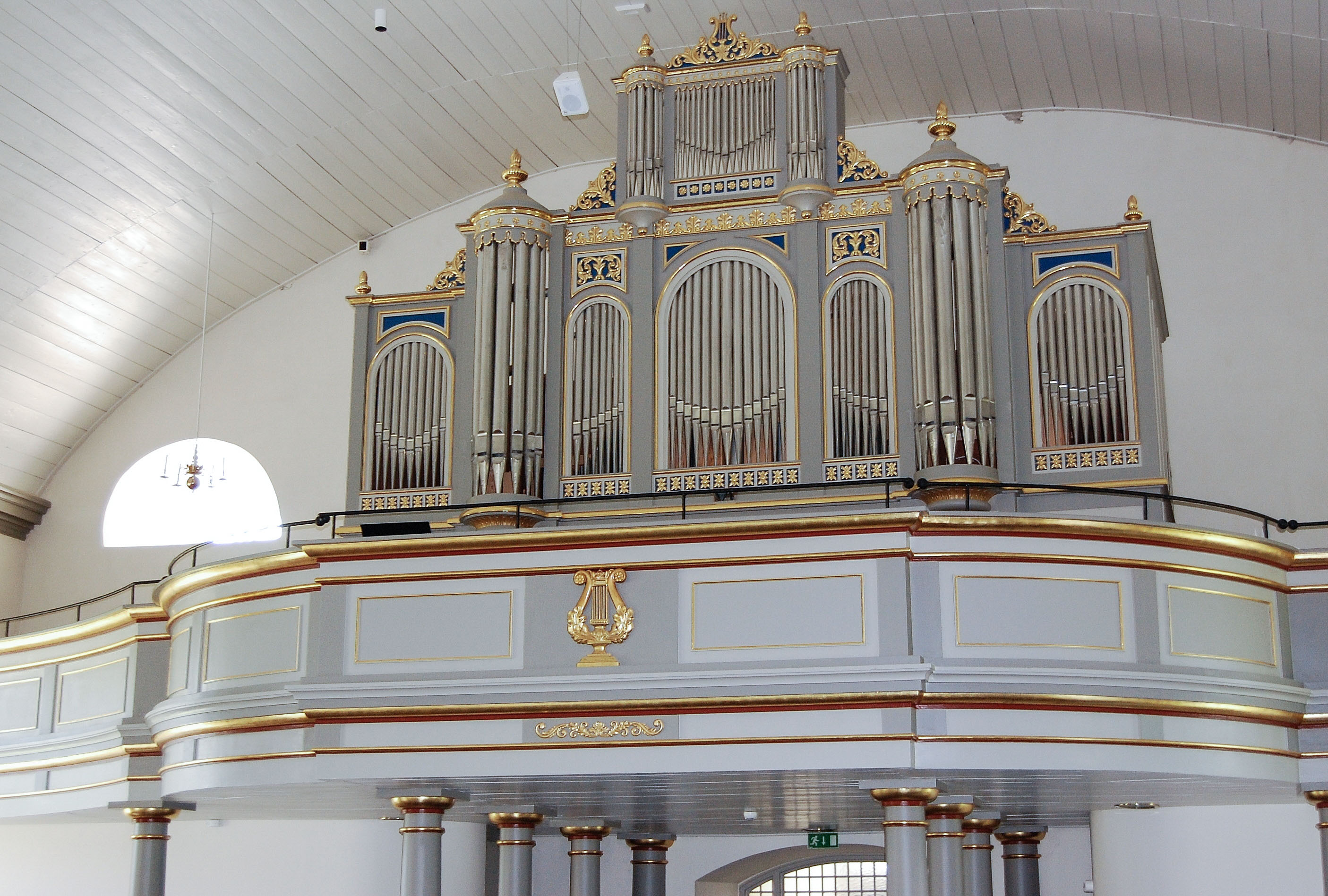
Orgeln

- 1861 byggdes en orgel med 20 stämmor av Carl August Johansson, Hovmantorp, tillsammans med Johannes Magnusson, Lemnhult.[2] Den byggdes om 1937.[källa behövs]
- Denna orgel ersattes 1944 av en orgel byggd av A. Mårtenssons orgelfabrik, Lund. Fasaden är från 1861 års orgel. Orgeln renoverades och omdisponerades 1961 av samma firma. Orgeln är pneumatisk och har fria och fasta kombinationer. Även automatisk pedalväxling och registersvällare finns.[2]

Disposition:
| Manual I        | Manual II     | Pedal           | Koppel   |
| Principal 8'    | Rörflöjt 8'   | Subbas 16'      | I/P      |
| Gedackt 8'      | Salicional 8' | Octavbas 8'     | II/P     |
| Fugara 8'       | Principal 4'  | Koralbas 4'     | II/I     |
| Octava 3'       | Spetsflöjt 4' | Mixtur 3-4 chor | II 4'/I  |
| Hohlflöjt 4'    | Waldflöjt 2'  | Fagott 16'      | I 4'/I   |
| Kvinta 2'       | Ters 1 3/5'   |                 | II 16'/I |
| Octava 2'       | Nasat 1 1/3'  |                 |          |
| Flöjt 2'        | Scharf 3 chor |                 |          |
| Mixtur 3-4 chor | Regal 8'      |                 |          |
| Dulican 16'     |               |                 |          |
| Trumpet 8'      |               |                 |          |

### Kororgel
- Kororgeln är byggd 1973 av Åkerman & Lund Orgelbyggeri, Knivsta och är en mekanisk orgel.[2]

Disposition:
| Manual        |
| Borduna 8'    |
| Rörflöjt 4'   |
| Principal 2'  |
| Kvinta 1 1/3' |